# Trichrome de Gomori

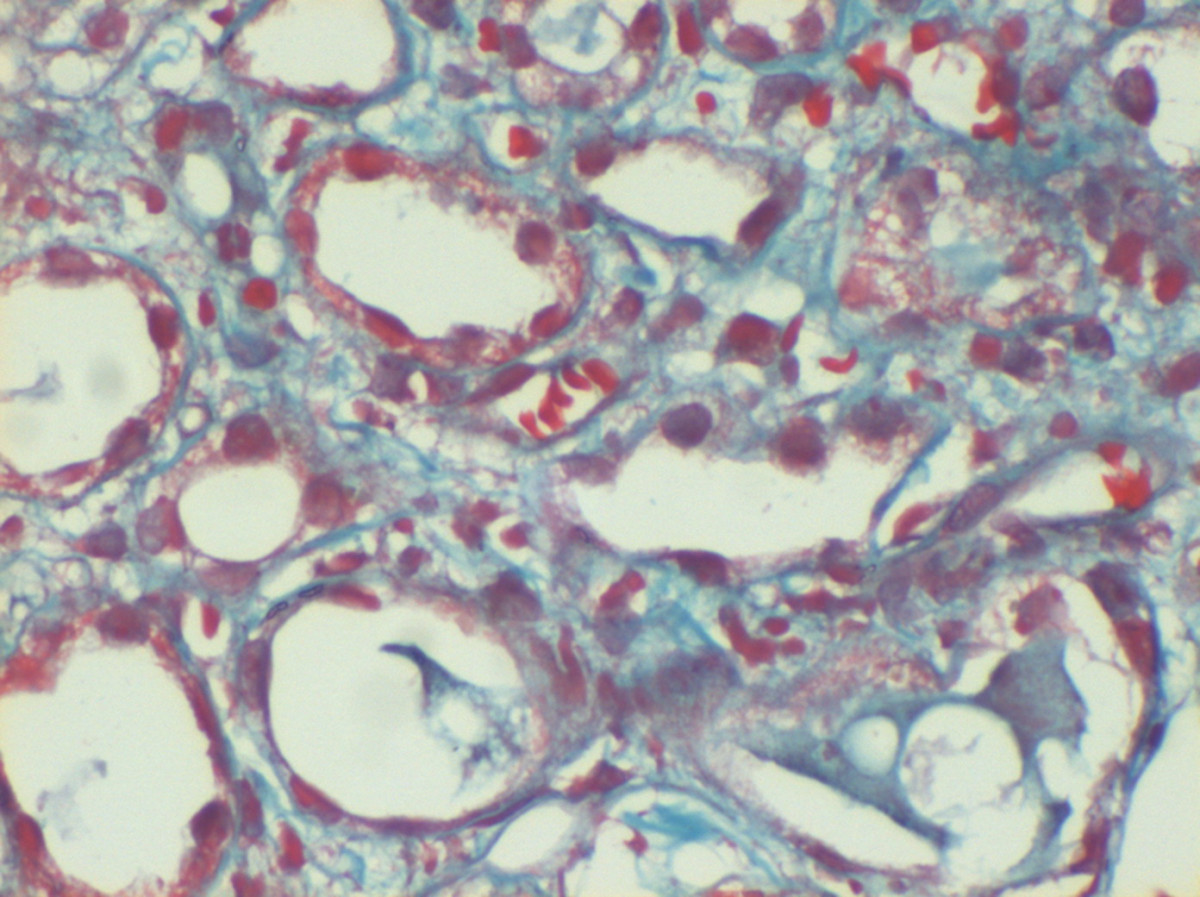
Capillaires péritubulaires dilatés remplis de globules rouges falciformes, coloration originale au trichrome de Gomori, × 400.

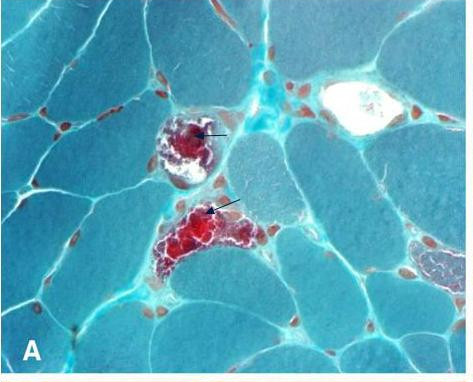
Les "fibres rouges en lambeaux" dans le syndrome MELAS sont visibles sous coloration par trichrome de Gomori modifiée.

Le trichrome de Gömöri est une coloration histologique utilisée sur le tissu musculaire,. Elle peut être utilisée pour dépister certaines formes de myopathie mitochondriale.
Elle porte le nom de György Gömöri, qui l'a développé en 1950. 